# Spurius Carvilius Maximus
Spurius Carvilius Maximus was een Romeins politicus en militair uit de 3e eeuw v.Chr.
Carvilius was een novus homo. In 299 v.Chr. was hij aedilis curulis. Hij werd consul in 293 v.Chr., samen met Lucius Papirius Cursor. Hij vocht tegen de Samnieten en veroverde de steden Amiternum, Cominium, Velia, Palumbinumen en Herculaneum. In Etrurië veroverde hij de stad Troiles en dwong Falerii tot het sluiten van vrede. Terug in Rome mocht hij voor zijn overwinningen een triomftocht houden. Hij bouwde van zijn overwinningsbuit een tempel voor Fors Fortuna buiten de stad. Daarnaast richtte hij op de Capitolijn een kolossaal standbeeld van Jupiter op, dat was gemaakt van het materiaal van de veroverde Samnitische wapens. In 292 v.Chr. diende hij als legatus onder Decimus Junius Brutus in Etrurië.
In 272 werd hij voor de tweede keer tot consul gekozen, wederom samen met Papirius Cursor. Hij vocht met succes tegen de Samnieten en mocht daarop zijn tweede triomftocht houden.

## Referentie
- T. Broughton, The magistrates of the Roman Republic Vol. I: 509 BC - 100 BC, Lancaster (Californië) 1951. pp.173,180,182,197 ISBN 0891307060